# Nacaeus simplex
Nacaeus simplex är en skalbaggsart som först beskrevs av Sharp 1876.  Nacaeus simplex ingår i släktet Nacaeus och familjen kortvingar. Inga underarter finns listade i Catalogue of Life.